# رایان بیلی (بازیکن واترپلو)
رایان بیلی (انگلیسی: Ryan Bailey؛ زادهٔ august ۲۸, ۱۹۷۵ (۴۹ سال)) ورزشکار واترپلو اهل ایالات متحده آمریکا است.
وی در مسابقات کشوری و بین‌المللی در مجموع برندهٔ ۱ مدال طلا، ۱ مدال نقره شده‌است.